# Setaphis quadrativulva
Setaphis quadrativulva är en spindelart som beskrevs av Lawrence 1927. Setaphis quadrativulva ingår i släktet Setaphis och familjen plattbuksspindlar.
Artens utbredningsområde är Namibia. Inga underarter finns listade i Catalogue of Life.